# سفارة الأرجنتين في فرنسا
سفارة الأرجنتين في فرنسا هي أرفع تمثيل دبلوماسي لدولة الأرجنتين لدى فرنسا. تقع السفارة في باريس وهي تهدف لتعزيز المصالح الأرجنتينية في فرنسا.

## وصلات خارجية
- قائمة سفارات الأرجنتين
- قائمة السفارات في فرنسا